# Bobby G. Can't Swim
Bobby G. Can't Swim è un film del 1999, diretto da John-Luke Montias.

## Trama
Bobby Grace è un piccolo spacciatore di droga che vive con Lucy, una prostituta portoricana, in un appartamento di Hell's Kitchen cercando di migliorare la sua vita ma combattendo ogni giorno in un universo di miseria e di violenza. Un giorno gli si offre l'occasione di combinare un grosso affare ma, a causa della sua inesperienza, questo non si concretizza e, preso dal panico, compie per la prima volta nella sua vita un omicidio, uccidendo un altro trafficante per prendergli i soldi da consegnare al grosso spacciatore con il quale era in debito.
Terrorizzato dalla possibile reazione dell'ambiente compie un goffo tentativo di suicidio gettandosi in mare ma, dopo essere riemerso, salda il proprio debito, tornando a casa con l'intenzione di lasciare New York insieme a Lucy ma, nel momento in cui i due, prese le loro poche cose, stanno per recarsi in aeroporto, Bobby viene ucciso da un amico del trafficante al quale aveva sparato poche ore prima.

## Produzione
Il regista John-Luke Montias ha scritto la sceneggiatura mentre lavorava come barista ad Hell's Kitchen, basandosi in gran parte su storie "folli" che avrebbe sentito dai suoi clienti, e lo girò in soli 18 giorni con un budget di poco più di $ 20.000, raccogliendo la maggior parte dei soldi da amici e dai suoi clienti abituali al bar dove lavorava.

## Accoglienza
Rotten Tomatoes dà al film una valutazione del 70%, mentre Variety ha descritto il film come "coraggioso, non convenzionale, pieno di pura energia urbana". Il film vinse sia il premio "Miglior nuovo regista" che il premio "Nuove direzioni" all'AFI International Film Festival del 1999.